# Putniki (rejon mołodecki)
Putniki (biał. Путнікі, ros. Путники) – wieś na Białorusi, w obwodzie mińskim, w rejonie mołodeckim, w sielsowiecie Radoszkowice.
Dawniej znane także pod nazwą Pątniki.

## Historia
W czasach zaborów wieś w gminie Radoszkowice, w powiecie wilejskim, w guberni wileńskiej Imperium Rosyjskiego. W 1866 liczyła 187 mieszkańców w 21 domach (94 dusze rewizyjne), należała do dóbr Dekszniany, własność Wołodkiewiczów.
W latach 1921–1945 wieś leżała w Polsce, w województwie wileńskim, w powiecie wilejskim, od 1927 roku w powiecie mołodeczańskim, w gminie Radoszkowice.
Według Powszechnego Spisu Ludności z 1921 roku zamieszkiwało tu 375 osób, 33 były wyznania rzymskokatolickiego, 337 prawosławnego a 5 mojżeszowego. Jednocześnie 41 mieszkańców zadeklarowało polską, 329 białoruską a 5 żydowską przynależność narodową. Było tu 66 budynków mieszkalnych. W 1931 w 76 domach zamieszkiwało 406 osób.
Wierni należeli do parafii rzymskokatolickiej i prawosławnej w Radoszkowicach. Miejscowość podlegała pod Sąd Grodzki w Krasnem i Okręgowy w Wilnie; właściwy urząd pocztowy mieścił się w Radoszkowicach.
W wyniku napaści ZSRR na Polskę we wrześniu 1939 miejscowość znalazła się pod okupacją sowiecką. 2 listopada została włączona do Białoruskiej SRR. Od czerwca 1941 roku pod okupacją niemiecką. W 1944 miejscowość została ponownie zajęta przez wojska sowieckie i włączona do Białoruskiej SRR.

## Przynależność państwowa i administracyjna
- do 1795  I Rzeczpospolita
- 1795–1917  Imperium Rosyjskie, gubernia wileńska, powiat wilejski
- 1917–1919  Rosyjska FSRR
- 1919–1920  Polska, Zarząd Cywilny Ziem Wschodnich, okręg wileński
- 1920–1921  Rosyjska FSRR
- 1921–1945[b]  Polska
  - województwo:
    - nowogródzkie (1921–1922)
    - Ziemia Wileńska (1922–1926)
    - wileńskie (od 1926)

  - powiat:
    - wilejski (1921–1927)
    - mołodeczański (od 1927)
- 1945–1991  ZSRR, Białoruska SRR
- od 1991  Białoruś